# Землетрясение к юго-востоку от Тайваня (2010)
Землетрясение магнитудой 6,5 произошло 26 апреля 2010 года в 02:59:52 (UTC) в Филиппинском море Тихого океана, в 245,9 км к юго-юго-западу от Исигаки (Япония) и в 263 км к востоку-юго-востоку от города Тайдун (Тайвань). Гипоцентр землетрясения располагался на глубине 22 км.
Землетрясение ощущалось в Тайбэе, Тайчжуне и других населённых пунктах Тайваня: Хуалянь, Илань, Мяоли, Наньтоу, Пиндун, Тайнань, Юньлинь, Пэнху. Подземные толчки ощущались также в Цюаньчжоу (Китай); в Японии: на островах Исигаки, Хатерума, Ириомоте, Йонагуни, Икэма, Мияко, Сакисима.
В результате землетрясения сообщений о жертвах и разрушениях не поступало.

## Тектонические условия региона
В сложной тектонике, окружающей Филиппинские острова, преобладают взаимодействия Тихоокеанской, Зондской и Евразийской плит с Филиппинской морской плитой (PSP). Последняя плита является уникальной, поскольку она почти везде окружена зонами схождения плит.
На востоке и юго-востоке Тихоокеанская плита субдуцирует под Филиппинскую плиту, зона субдукции находится в желобах Идзу—Бонин, Марианском и жёлобе Яп. Здесь зона субдукции демонстрирует высокие скорости сейсмической активности на глубинах более 600 км, хотя сильных землетрясений (магнитудой > 8,0) не наблюдалось, вероятно, из-за слабой связи вдоль границы раздела плит.
На северо-востоке в желобах Нанкай и Рюкю под Филиппинскую плиту субдуцирует Япония и восточная окраина Евразийской плиты. Эта зона взаимодействия плит простирается на запад до Тайваня. В Нанкайской части этой зоны субдукции произошло несколько крупных землетрясений на окраине Филиппинской плиты, в том числе два землетрясения в 1944 и 1946 годах.
Вдоль западной границы взаимодействия Филиппинской и Зондской плит возникает широкая и активная тектоническая система, простирающаяся по обе стороны цепи Филиппинских островов. Регион характеризуется противоположными по направлению зонами субдукции на восточной и западной сторонах островов, а архипелаг прорезан крупной структурой трансформации: Филиппинским жёлобом. Субдукция плит Филиппинского моря происходит на восточной окраине островов вдоль Филиппинского жёлоба и его северного продолжения — Восточно-Лусонского Прогиба. На западной стороне Лусона Зондская плита уходит на восток вдоль ряда желобов, включая Манильскую впадину на севере, меньшую впадину Негрос в центральной части Филиппин и желоба Сулу и Котабато на юге.
Сейсмическая активность в XX и начале XXI века вдоль границ Филиппинской морской плиты привела к семи сильным (магнитудой > 8,0) землетрясениям и 250 крупным (магнитудой > 7) событиям. Среди наиболее разрушительных событий произошли: землетрясения в Канто в 1923 году, в Фукуи в 1948 году и в Кобе в 1995 году в Японии; землетрясения в Тайване в 1935 и 1999 годах; Землетрясение в заливе Моро (1976) магнитудой 7,6 и Землетрясение в Лусоне (1990) магнитудой 7,6.